# Angelo Duca
(B. Croce, Angiolillo. Capo di banditi, 1926, p. 456.)
Angelo Duca, detto Angiolillo (San Gregorio Magno, 1734 – Salerno, 26 aprile 1784), è stato un brigante italiano, che si mise in evidenza con azioni di banditismo, in particolare nella Basilicata, incentrate prevalentemente sulla difesa dei poveri, tanto da essere considerato da Benedetto Croce e da Eric Hobsbawm non solo una sorta di moderno Robin Hood, ma anche l’emblema di un brigantaggio di stampo sociale.

## Biografia
Contadino, fu costretto poco più che ventenne alla vita da brigante, perché, per difendere un nipote che custodiva il suo gregge dalle ire di un guardiano di Francesco Caracciolo, duca di Martina e marchese di Mottola (oltre che signore di numerose terre in Calabria), nelle cui proprietà erano più volte sconfinate le pecore, dovette uccidere il cavallo del guardiano, suscitando la vendetta del predetto feudatario.
Per questa ragione si unì prima alla banda del brigante Tommaso Freda, per poi formarne una sua, con la quale girovagò nell'entroterra di Salerno e di Avellino, spingendosi più volte in Capitanata e soprattutto nella Basilicata settentrionale: le sue gesta erano ricordate a Cassano Irpino, ad Avigliano, a Muro Lucano, ma anche a Calitri, Ruoti e Rionero in Vulture, dove Angiolillo sostenne scontri vittoriosi, segnalandosi per destrezza e valore, con le milizie mandategli contro.
Di lui però è stato evidenziato, in particolare, il lato "umanitario", poiché era solito rubare ai ricchi per aiutare le povere genti. Non a caso lo storico inglese Hobsbawm, nel ricordare l'analisi di Croce, suggeriva come il caso di Angiolillo rappresentasse «l'esempio forse più puro di banditismo sociale» . Lo stesso filosofo napoletano, a tal riguardo, scriveva che «L'usura, sotto cui la povera gente geme oppressa non meno che sotto le altre leggi dell'economia, aveva trovato in Angiolillo un medico, anzi un chirurgo, che procedeva in modo sbrigativo e con effetti immediati».
Tale aspetto di un banditismo sociale emerse anche dai cenni ad Angelo Duca dedicati sia da Alexandre Dumas, sia da David Winspeare nella Storia degli abusi feudali, così come in aneddoti, in motivetti che venivano cantati sul molo di Napoli e in alcuni poemi, uno dei quali fu scritto dal padre di Giustino Fortunato.
Però, il successo popolare che riscuoteva Angiolillo e al tempo stesso le vittorie che mieteva, indusse il governo borbonico ad una più dura repressione. Inviò di stanza a Potenza e poi a Melfi un giudice della Gran Corte della Vicaria, il conte Vincenzo Paternò, che, acquisite le informazioni del caso, spedì contro il brigante alcune squadre dell'esercito. Scampato ad una serie di agguati, fu infine catturato, grazie ad una soffiata, vicino ad un convento nei pressi di Melfi, dove, ferito, si era rifugiato. In seguito ad un processo sommario, Angiolillo fu impiccato, insieme a Peppe Russo un amico, a Salerno. 
Come di consuetudine della giustizia del suo tempo il suo cadavere venne smembrato e la testa venne esibita a Calitri sulla porta di Nanno.